# Manoush
Marica Barandyai-Rani (nacida  en Saintes-Maries-de-la-Mer, Francia, 1971 ), conocida como  Manoush, es una actriz, dramaturgo y cantante. Principalmente realiza el papel "de chica mala" en películas de suspense y de acción. Con frecuencia se le acredita como en una actriz especialista en papeles difíciles de desempeñar. Es hija de un superviviente del Holocausto gitano, según otras fuentes es media Holandesa y media Norte-Americana.
Instalada en los Estados Unidos, tiene también su propia banda musical. Sus actuaciones suelen ser controvertidas por su crudeza y violencia, aunque ella personalmente admite no ser de tal carácter en la vida real. También actúa como stuntwoman en escenas difíciles.

## Filmografía
- 1998 M-Inspiration dirigida por Thomas Mainer, Papel: Arienna
- 1998 Engagement dirigida por Thomas Mainer, Papel: Arienna
- 1999 TIME TO KILL dirigida por Benoit, Papel: Lucretia (película inconclusa)
- 1999 EINER GEHT NOCH (TV), dirigido por Vivian Naefe
- 2000 Amélie dirigida por Jean-Pierre Jeunet, Papel: Nymphomaniac
- 2001 WOLF IM SCHAFSPELZ (TV) dirigida por Dieter Zehner, Papel: Renata
- 2002 CHAMPION (TV) dirigida por Michael Maier, Papel: Ariane Nicole
- 2002 CROSSCLUB - PROYECTO GENESIS dirigida por Oliver Krekel, Papel: Dr Stein
- 2003 HINTER SCHLOSS UND Riegel (TV) dirigida por Claude von Reibnitz, Papel: Rita
- 2004 ANGEL DE LA MUERTE 2 dirigida por Andreas Bethmann, Papel: Carda
- 2004 CORTE PENAL / EPISODIO: Tempel DE LUST (TV), Papel: Suzie / Pam
- 2004/2005 MONTAÑA MOONLIGHT dirigida por Timo Rose, Papel: Kara
- 2005 caníbal dirigido por Marian Dora, Papel: joven madre del caníbal
- 2005 Freunde FÜR IMMER (TV) dirigida por Sönke Wortmann, Papel: Anica
- 2006 TRAUMJOB dirigido por Rainer Stuesser, Papel: Zardora
- 2006 barricada dirigida por Timo Rose, Papel: "LA MADRE" alias "LA MUJER"
- 2006 FILOSOFÍA DE UN CUCHILLO dirigida por Andrey Iskanov, Papel: FEMENINO narrador

(esta película también cuenta con la canción DEAD BEFORE BORN  de Manoush y su banda CYANIDE SAVIOR, así como una canción de A. Shevtchenko FORGIVE ME con Manoush hablando con la introducción a la pista)
- 2007    Fearmakers
- 2007    Zombie Reanimation
- 2007    The Shrieking
- 2007/13 The Tourist aka 'Ingression
- 2008    Philosophy of a Knife
- 2008    Popular
- 2008    The Turnpike Killer
- 2008    Uncut!
- 2008    Necronos - Tower of Doom
- 2008    Beast
- 2009    Little Big Boy - The Rise and Fall of Jimmy Duncan
- 2009    La petite mort
- 2009    Game Over
- 2009    Unrated
- 2009    Cats
- 2009    Zombie Reanimation
- 2010    15 Till Midnight
- 2010    Avantgarde
- 2010    Non Compos Mentis
- 2010    Little Big Boy
- 2010    Ingression
- 2011    The Super
- 2012    When blackbirds fly
- 2012    Survive
- 2013    Four of a kind
- 2013    Caedes
- 2014    In fear of (USA television series)
- 2014    Blood Valley: Seed's Revenge
- 2014    Sex, Blood and Fairy Tales
- 2014    Carpaneda (documentary)
- 2014    The Curse of Doctor Wolffenstein
- 2014    Gefahr (TV)